# NCC
NCC Aktiebolag är ett svenskt multinationellt bygg- och fastighetsföretag. Huvudägare är OBOS. NCC:s verksamhet bedrivs i Norden. Koncernkontoret återfinns i Solna. Alf Göransson är styrelseordförande i NCC-koncernen.

## Historia
NCC bildades 1988 i samband med en fusion mellan JCC och ABV. NCC var då helägt av Nordstjernan AB År 1991 gick Nordstjernan AB och NCC samman och NCC-aktien började handlas på Stockholms fondbörs.
NCC:s historiska rötter sträcker sig tillbaka till 1875, då Nya Asfalt AB grundades. Bolaget kom att utgöra grunden för NCC och spelade en viktig roll i utvecklingen av verksamheten inom beläggning och infrastruktur.
År 1999 förvärvades Superfos Construction, som tidigare utgjort danska koncernen Superfos asfalt- och ballastverksamhet. När Superfos Construction fusionerades med NCCs helägda danska dotterbolag NCC Rasmussen & Schiøtz blev detta Danmarks största byggföretag.

## Länder där NCC finns etablerat
| Land    | Omsättning (%) | Antal anställda |
| ------- | -------------- | --------------- |
| Sverige | 60             | 6 862           |
| Danmark | 21             | 2 110           |
| Norge   | 13             | 1 778           |
| Finland | 6              | 950             |
| Totalt  | 100            | 11 668          |

December 2024. Datan kan behöva uppdateras.

## Affärsområden
NCC består av sex olika affärsområden:
- NCC Building Sweden är verksamt i Sverige och bygger framförallt bostäder och kontor men också offentliga lokaler som till exempel skolor, sjukhus och idrottshallar och kommersiella lokaler som butiker och lagerbyggnader. Även renovering av bostäder och kontor ingår i verksamheten.
- NCC Building Nordics bygger hållbara bostäder och kontor för offentliga och privata kunder i Danmark, Finland och Norge. Man bygger även skolor, sjukhus och idrottshallar och kommersiella lokaler, samt renoverar bostäder och kontor.
- NCC Property Development som utvecklar s.k. kommersiella fastigheter såsom kontor och logistikanläggningar. NCC Building bygger dessa.
- NCC Infrastructure, som bygger broar, tunnlar, vägar och  järnvägar samt infrastruktur inom vatten och avlopp.
- NCC Industry asfalterar vägar och andra områden samt säljer kross, sand och grusprodukter genom dotterbolaget Ballast
- NCC Green Industry Transformation är ett nytt affärsområde som etablerades under 2024. I affärsområdet ska resurser, kompetens och projekt från hela NCC samlas för att driva stora projekt relaterade till den gröna industriella omställningen.

NCC bedriver verksamhet i Sverige, Danmark, Norge och Finland.

## Kända projekt
NCC bygger två deletapper av Västlänken i Göteborg, Centralen och Korsvägen, Hagastadens tunnelbanestation i Stockholm, det nya akutsjukhuset i Västerås och har renoverat Avicii Arena. NCC byggde också delar av Citybanan i Stockholm - Norrströmstunneln och stationen Stockholm City, NCC har också byggt samhällsfastigheter som nya tingsrätten i Lund, Polishuset i Rinkeby.
Ett av NCC:s mest kända sentida byggen är Turning Torso
, ett bostadshus i Malmö.
Man har även deltagit i byggandet av Citytunneln i Malmö, Vasamuseet, Skyview på Globen i Stockholm samt Kista Science Tower i Kista norr om Stockholm. Likaså Guldfågeln Arena och Visma Arena är två projekt som genomförts i Kalmar respektive Växjö.

## Dotterbolag
I NCC-koncernen ingår ett flertal dotterbolag. Här är några exempel:
- Hercules Grundläggning AB i Solna
- Ballast (Endast ett varumärke inom NCC-koncernen)

## Styrelseordförande
- Bernt Magnusson, 1988–1999
- Hans Larsson, 1999–2001
- Tomas Billing, 2001–2020
- Alf Göransson, 2020–[19]

## Verkställande direktörer
- Torsten Eriksson, 1988–1991
- Jan Sjöqvist, 1993–2001
- Alf Göransson, 2001–2007
- Olle Ehrlén, 2007–2011
- Peter Wågström, 2011–2017
- Håkan Broman (tillförordnad), 2017–2018
- Tomas Carlsson 2018–[20]